# (73831) 1996 BC5
(73831) 1996 BC5 – planetoida z pasa głównego asteroid okrążająca Słońce w ciągu 4,57 lat w średniej odległości 2,75 j.a. Odkryta 16 stycznia 1996 roku.